# グスタフ・バウエルンファイント
グスタフ・バウエルンファイント（Johann Gustav Adolph Bauernfeind 、1848年9月4日 - 1904年12月24日）は、ドイツの建築家、画家である。中東の街の風景を描き、ドイツの「オリエンタリズム」の画家として人気があった。

## 略歴
南ドイツ、バーデン＝ヴュルテンベルク州のズルツ・アム・ネッカー(Sulz am Neckar)の薬屋の息子に生まれた。シュトゥットガルトの工科大学で建築を学び、ボイマー教授(Wilhelm Bäumer)の建築事務所で働き、グナウト(Adolph Gnauth)の事務所で働きながら、絵画も学んだ。初めはドイツやイタリアの街の風景を描いていたが、1880年から1882年の間、中東を旅し、中東の風景に魅せられその後も何度も旅した。1887年にイェルサレムで、1868年からイェルサレムに移住した商人の姪の女性と知り合い、後に結婚した。
1890年から1896年の間、ミュンヘンで暮らした後、1896年に妻と息子とパレスチナに移り、1898年からイェルサレムに住んだ。
緻密に描かれた建物の描写などで人気があった。エルサレムで亡くなった後、忘れられた存在となったが、1980年代後半から再評価されるようになり、作品は高値で取引されるようになった。

## 作品

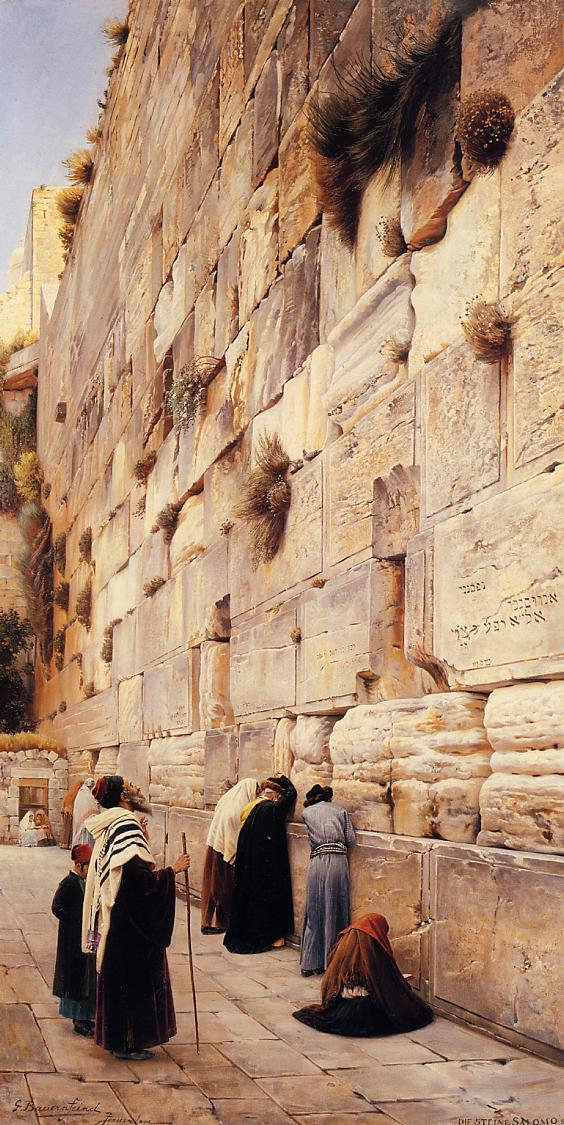
嘆きの壁 (1887)
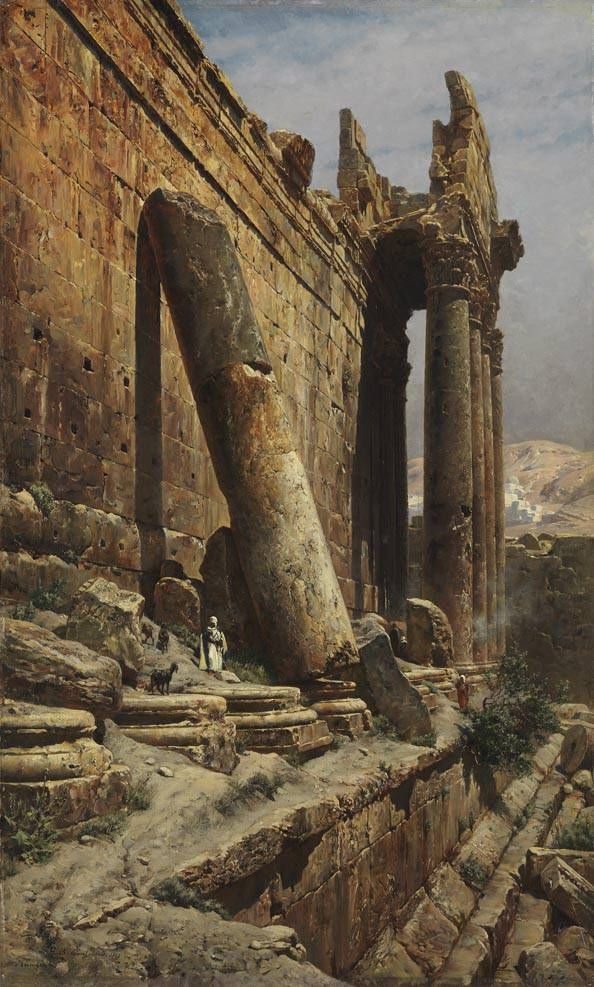
バールベックの寺院の廃墟 (1882)
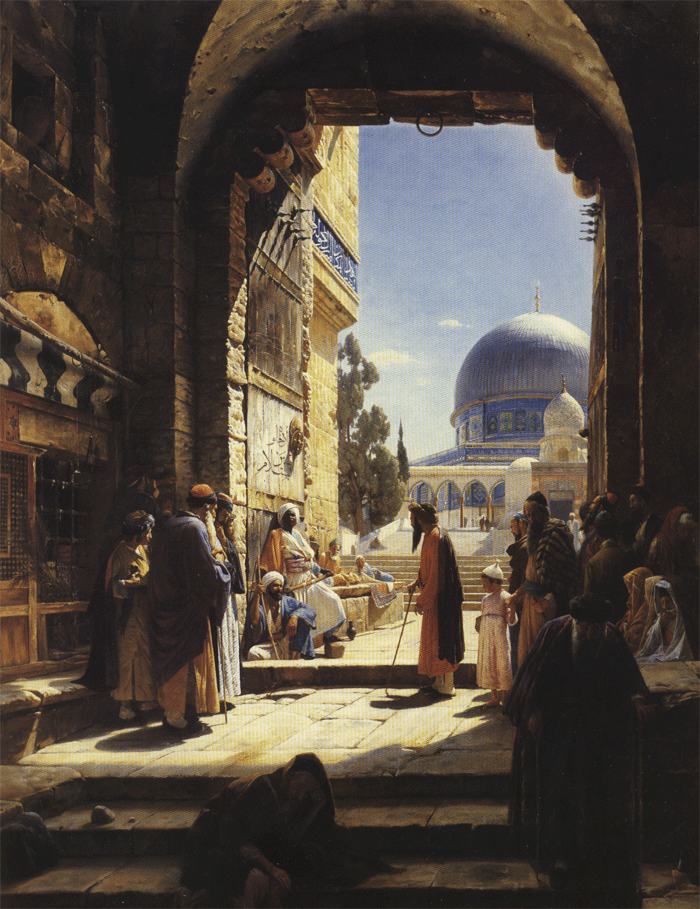
神殿の丘(1886)
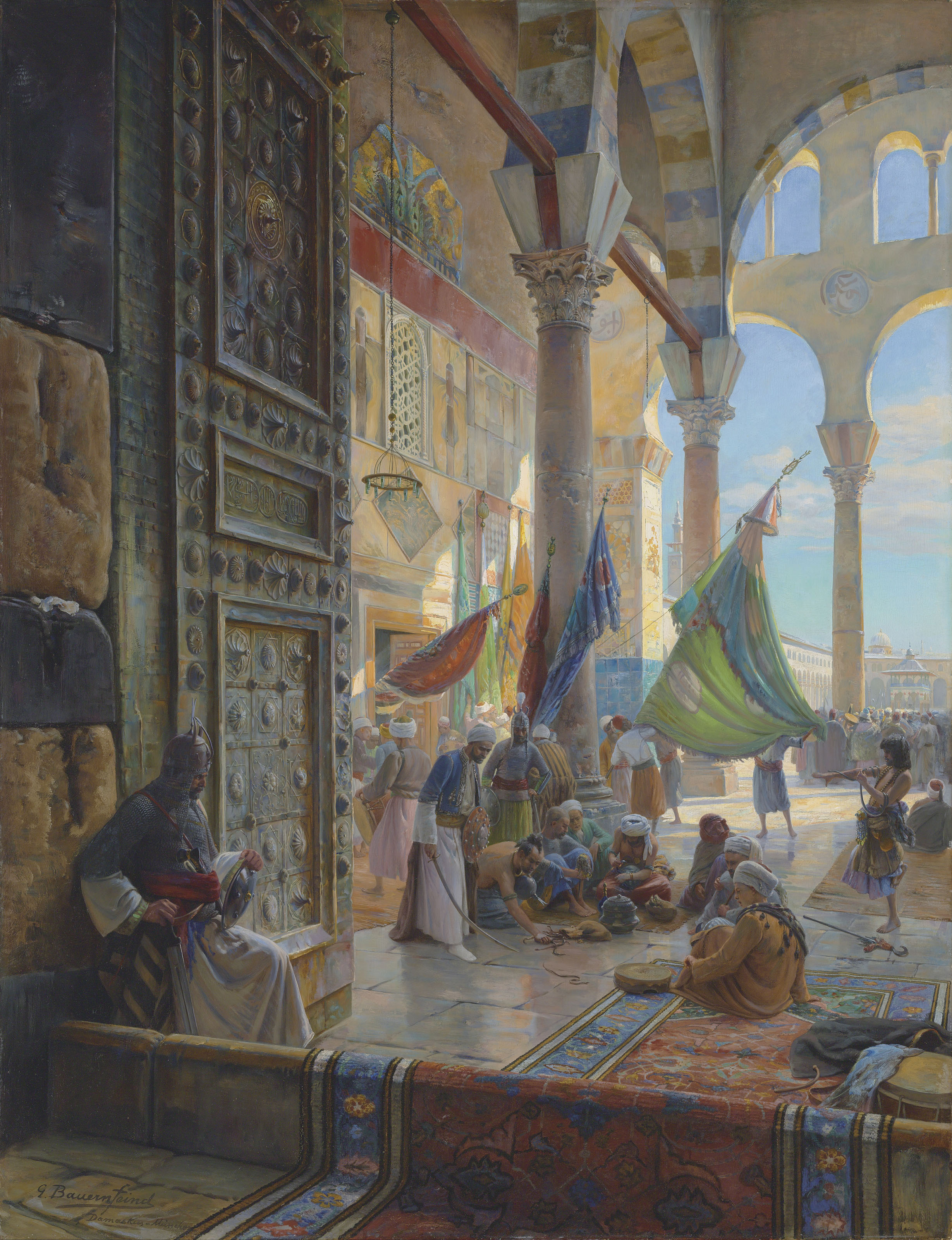
ウマイヤ・モスク (1890)

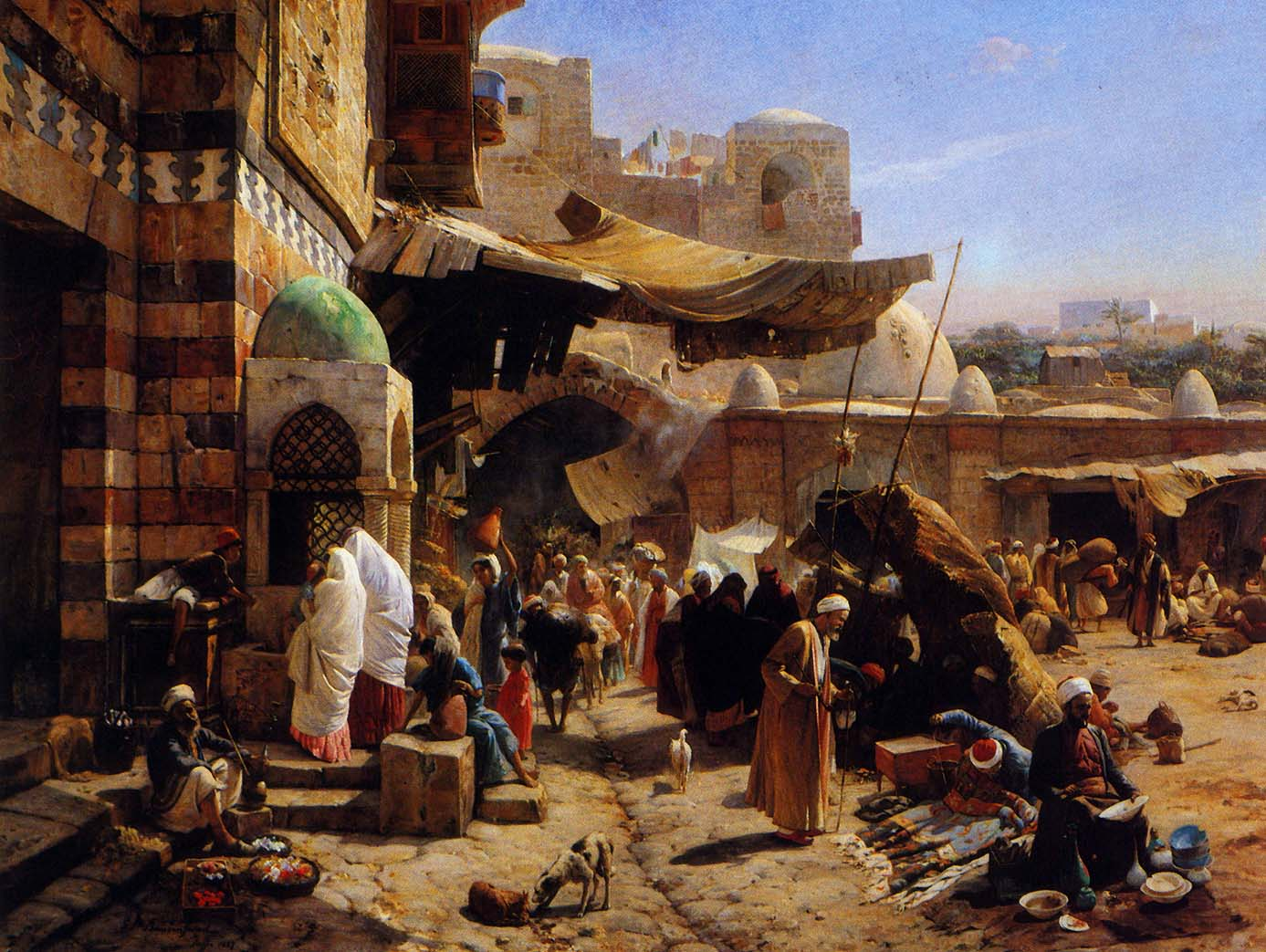
ヤッファの市場 (1877)
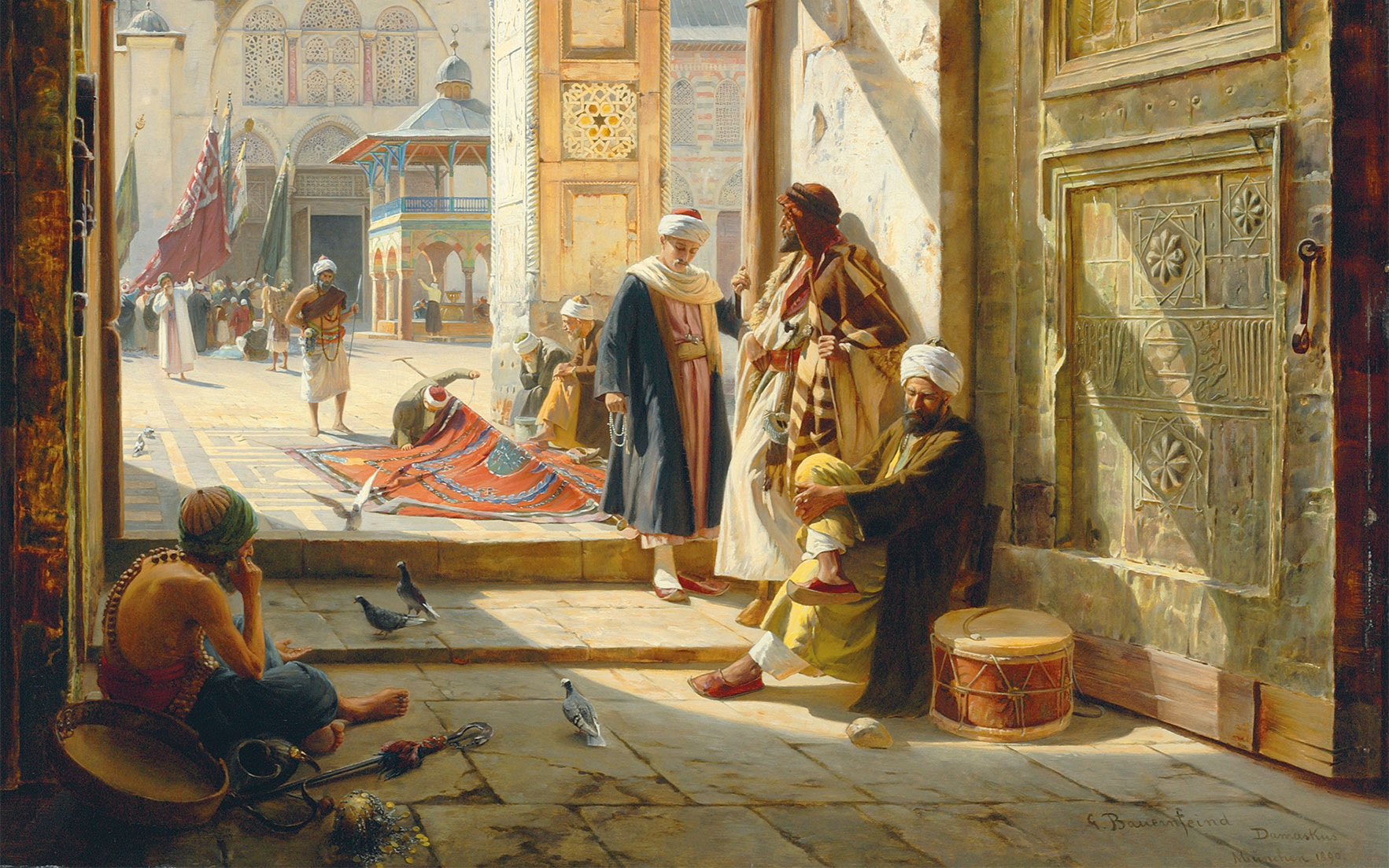
ダマスカスのモスクの入り口 (1890)
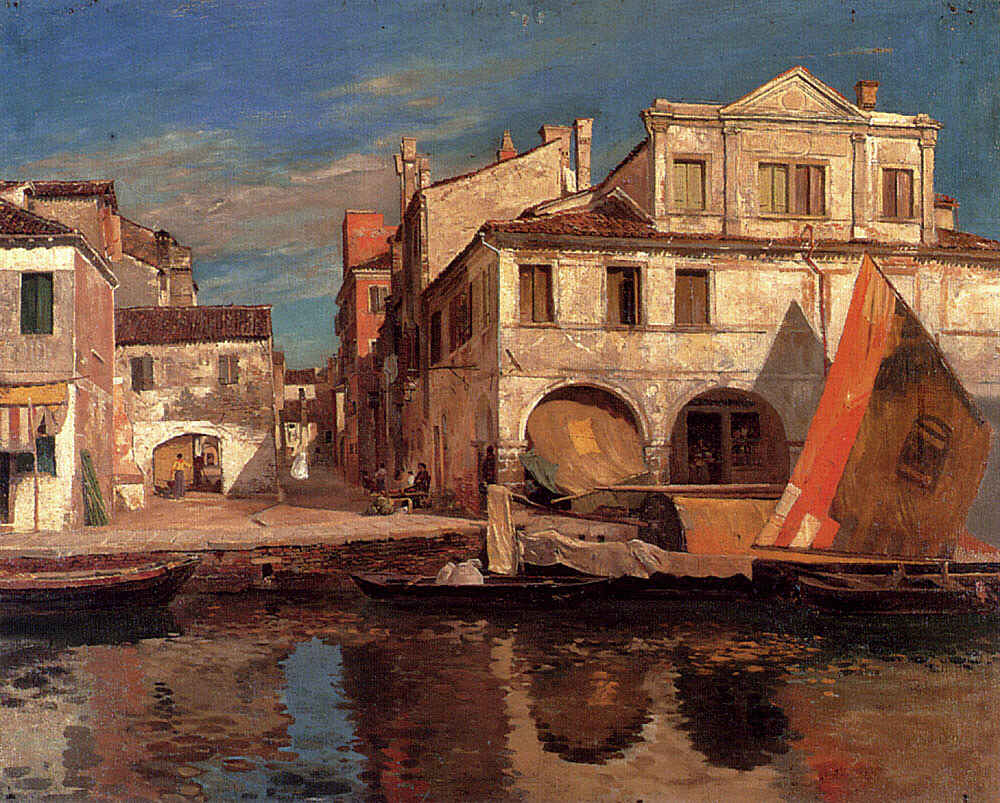
キオッジャ(ヴェネツィア)の運河